# Андело Морвал
Андело Морвал (фр. Andelot-Morval) насеље је и општина у источној Француској у региону Франш-Конте, у департману Јура која припада префектури Лон ле Соније.
По подацима из 2011. године у општини је живело 88 становника, а густина насељености је износила 8,35 становника/km². Општина се простире на површини од 10,54 km². Налази се на средњој надморској висини од 400 метара (максималној 593 m, а минималној 360 m).

## Демографија
| 1962. | 1968. | 1975. | 1982. | 1990. | 1999. | 2011. |
| ----- | ----- | ----- | ----- | ----- | ----- | ----- |
| 67    | 73    | 58    | 65    | 84    | 80    | 88    |

График промене броја становника у току последњих година